# Lampadario Barbarossa

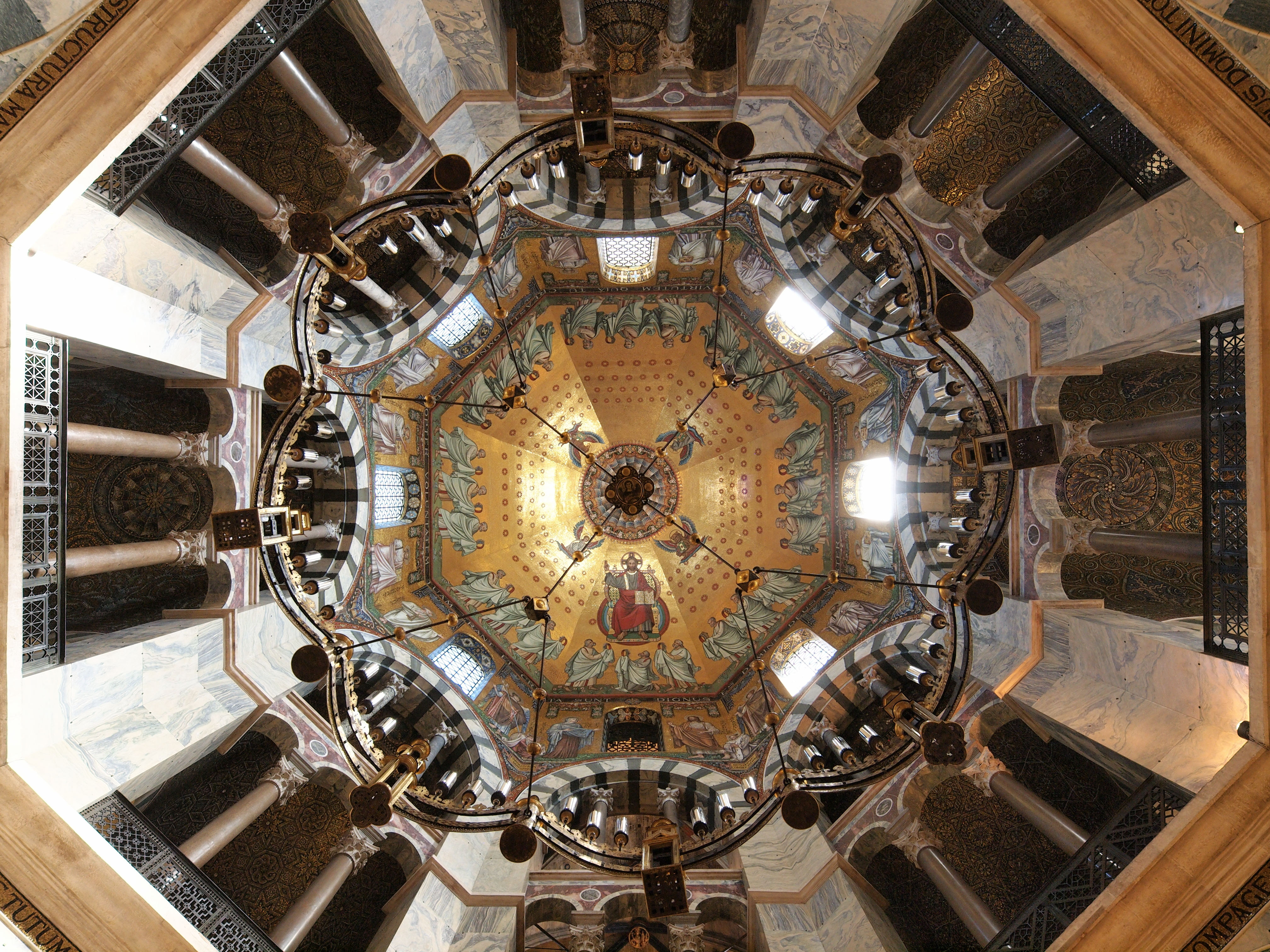
La cupola della cappella palatina vista attraverso il lampadario.

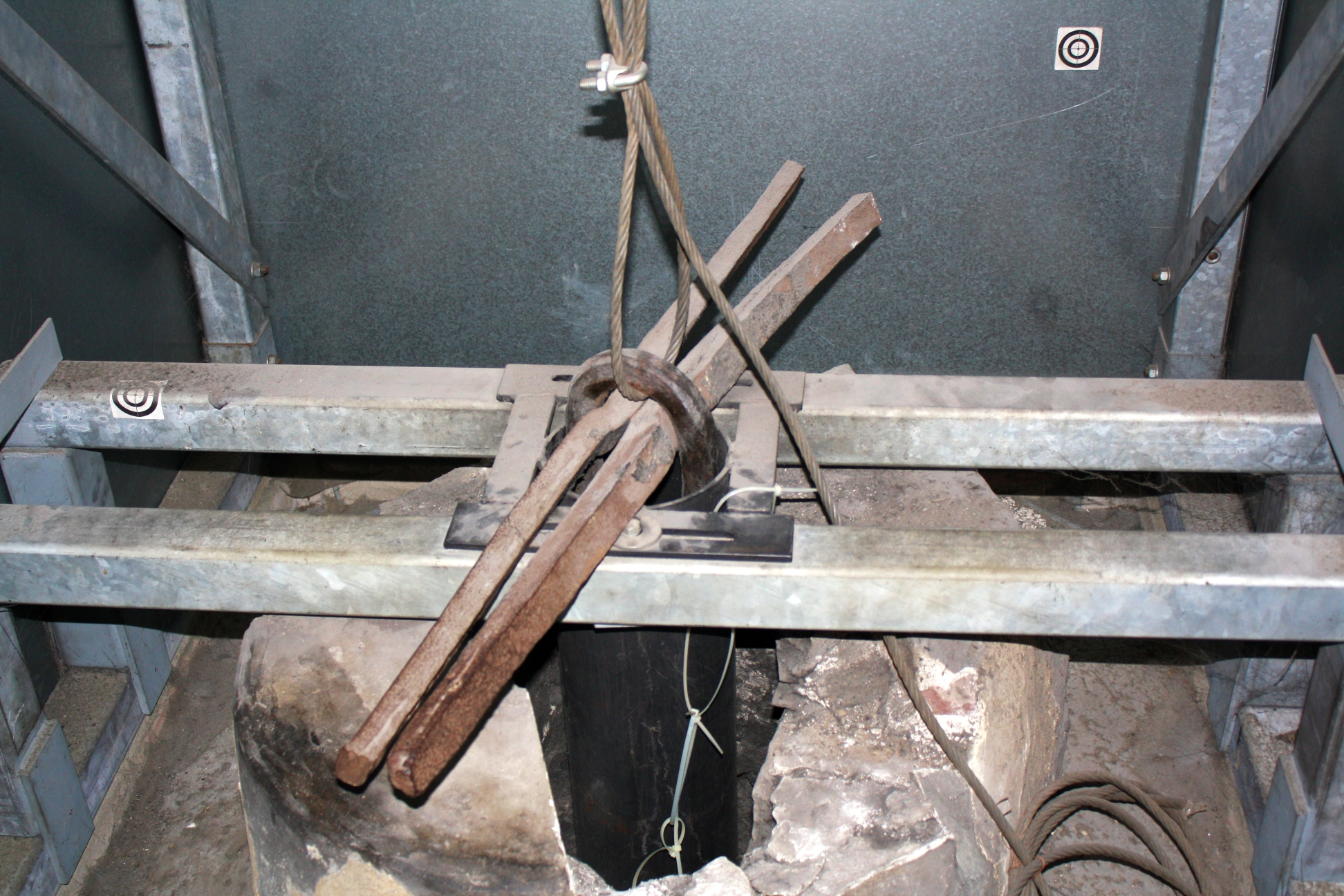
Sospensione del candeliere sopra il telaio.

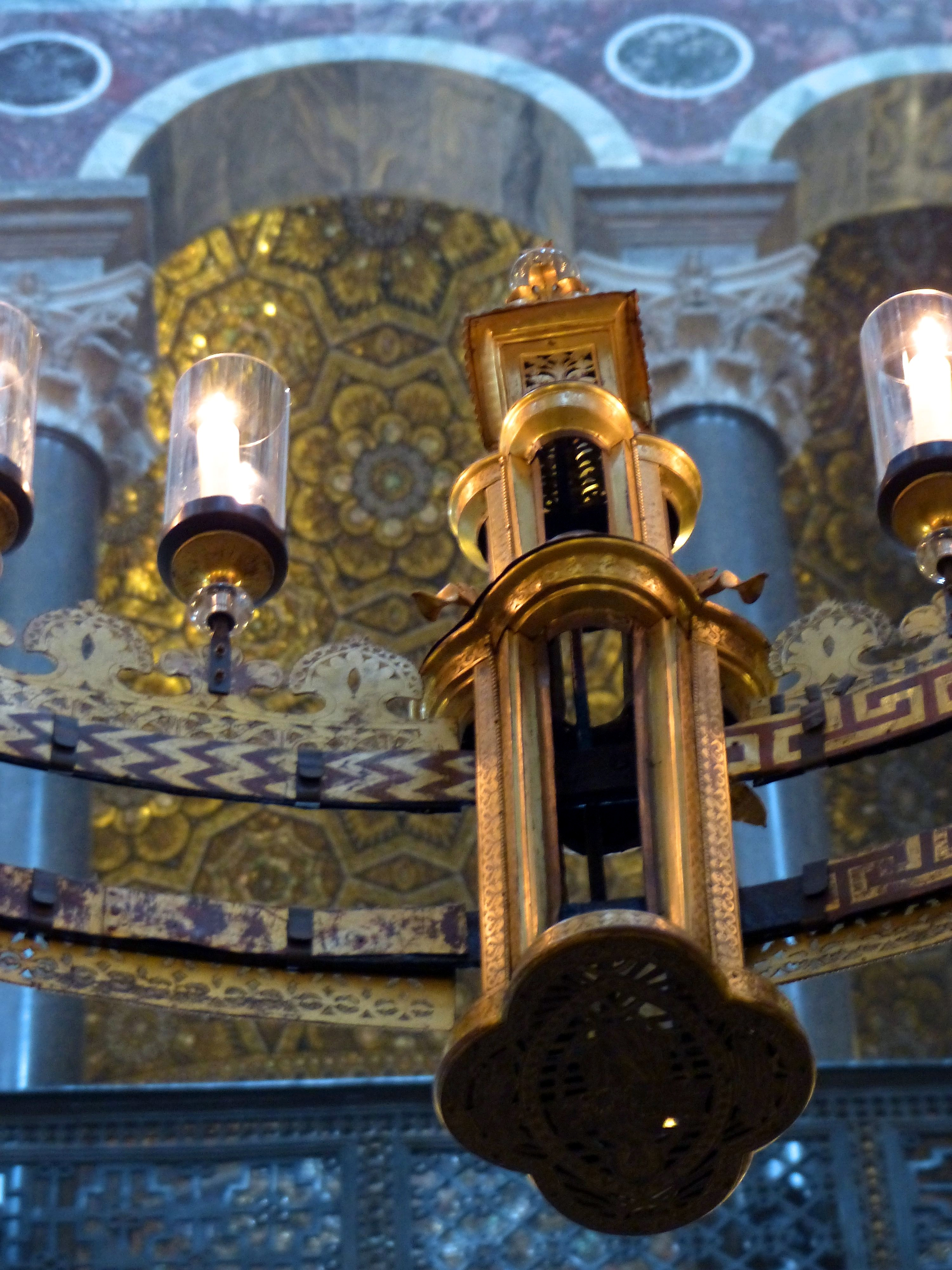
Una delle otto torrette rotonde.

Il lampadario Barbarossa è un lampadario a ruota, realizzato tra il 1165 e il 1170 su ordine dell'imperatore Federico Barbarossa e di sua moglie Beatrice di Borgogna, appeso sotto la cupola della Cappella Palatina di Carlo Magno nella Cattedrale di Aquisgrana. Il candelabro era un dono in onore di Maria, la protettrice della chiesa, ed era allo stesso tempo un omaggio al suo fondatore Carlo Magno.

## Descrizione

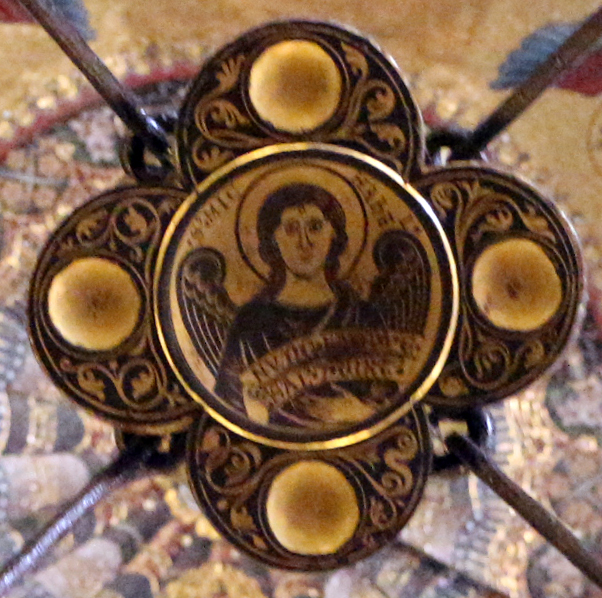
Immagine di San Michele al centro della palla.

Il lampadario Barbarossa è in rame dorato e ha un diametro di 4,16 metri. È fissato al centro della cupola ottagonale mediante una catena di circa 27 metri che termina con una sfera centrale. Le maglie della catena diminuiscono dall'alto verso il basso da una lunghezza di 150 mm a 130 mm e da una larghezza di 74 mm a 70 mm. Ciò dà l'impressione, se vista dal basso, che la catena abbia lo stesso spessore per tutta la sua lunghezza.
Il lampadario, sospeso a circa quattro metri sopra il pavimento in marmo, è composto da otto segmenti circolari e si adatta così alla forma ottagonale della Cappella Palatina. Come nella tradizionale simbologia dei lampadari a ruota, la corona del lampadario simboleggia il muro della Gerusalemme celeste. Questo muro stilizzato contiene otto lanterne grandi e otto piccole a forma di torre, disposte simmetricamente e simboleggianti le porte della città. A causa della sua conformazione ottagonale, il lampadario ha sedici e non dodici torri di lanterne, come dovrebbe essere nella rappresentazione tradizionale della Gerusalemme celeste.
Il lampadario porta un totale di 48 candele che sono ancora accese in occasioni speciali.
Due file di otto strisce di rame sono montate una sopra l'altra su un telaio di ferro a forma di ottagono piatto. Esse portano iscrizioni tra fasce strette, colorate di vernice rossa. I contorni delle lettere sono incisi, le lettere sono ricoperte di vernice marrone e l'inizio delle parole in vernice rossa. I diversi versi delle iscrizioni metriche sono separati l'uno dall'altro da appositi separatori (croci e asterischi).
La banda inferiore si legge come segue:
la cui traduzione è:
Una fascia di metallo con decorazioni ornamentali traforate è rivettata all'esterno di ciascuna fascia di iscrizione. Sull'orlo ottagonale sono presenti torrette rotonde, i cui piedistalli presentano scene incise della vita di Cristo: Annunciazione, Natività, Adorazione dei Magi, Crocifissione (con sole e luna), l'episodio delle donne al sepolcro, Ascensione, Pentecoste e un Cristo in gloria con le lettere apocalittiche. Tra di loro, al centro dei segmenti dell'arco, ci sono torrette più grandi, con piastre base rettangolari o quadrilatere alternate. Queste targhe mostrano angeli incisi che reggono stendardi con in mano le otto beatitudini. Le targhe originali sono state conservate nel tesoro della cattedrale dalla Seconda guerra mondiale. In origine c'erano 88 statuette d'argento nelle aperture della torretta, rappresentanti santi, angeli e guardiani delle porte, che sono state fuse alla fine del XVIII secolo. Si conservano le piastre di base delle torrette, sulle quali sono rappresentate scene della vita di Gesù, in particolare le otto beatitudini del discorso della montagna. Una sfera, appiattita nella parte inferiore, collega le aste di sostegno alla catena. Sulla sua faccia inferiore è fissato un quadrifoglio con una rappresentazione di San Michele in vernice marrone, con uno stendardo e un'iscrizione.
Il lampadario Barbarossa è uno dei quattro lampadari a ruota medievali conservati in Germania; gli altri sono il lampadario Azelin e il lampadario Hezilo nel duomo di Hildesheim e il lampadario Hartwig nella chiesa abbaziale di Comburg.